# Ullava
Ullava is een voormalige gemeente in de Finse provincie West-Finland en in de Finse regio Centraal-Österbotten. De gemeente had een totale oppervlakte van 163 km² en telde 1048 inwoners in 2003.
In 2009 is de gemeente bij Kokkola gevoegd.
Halsua · Kannus · Kaustinen · Kokkola · Lestijärvi · Perho · Toholampi · Veteli
Voormalige gemeenten:
Himanka · Kaarlela · Kälviä · Lohtaja · Ullava · Öja